# SoulCalibur: Broken Destiny
SoulCalibur: Broken Destiny (ソウルキャリバーブロークンデスティニー, SōruKyaribā Burōken Desutinī) é um jogo de luta da série Soul para o PlayStation Portable (PSP). Foi anunciado pela Namco Bandai em 28 de abril de 2009. Ele usa muitas das características de SoulCalibur IV, incluindo o seu modo de customização de personagens. Um dos objetivos do jogo é almejar "novatos e jogadores inexperientes com o conteúdo de SoulCalibur IV. O jogo introduz dois novos personagens à série - Kratos da série God of War e Dampierre, um novo personagem original.

## Personagens
SoulCalibur: Broken Destiny inclui 28 personagens. Todos os personagens regulares de SoulCalibur IV retornam, mas os personagens convidados bônus de Star Wars a partir de SoulCalibur IV estão ausentes. Um personagem novo, exclusivo chamado Dampierre é introduzido. Na Electronic Entertainment Expo de 2009, a Namco Bandai revelou que eles estavam a ser substituídos por um personagem convidado diferente - Kratos da série, da Sony God of War.

## Criação de personagens
A criação de personagens retorna ao jogo com novas funções. A capacidade de alterar os atributos físicos e musculosidade, que esteve presente em SoulCalibur IV, foi removido. Neste jogo, porém, foi substituída pela capacidade de ajustar a rotação, posição e tamanho de alguns itens equipados, chapelaria, que alguns não poderiam caber corretamente, dependendo de qual penteado for selecionado. Personagens originais não podem ser re-vestidos com itens de personagens personalizados como em SoulCalibur IV, apesar de suas cores poderem ser editadas.
Além de editar a aparência dos personagens, o jogador pode criar uma foto para a tela de versus personalizada para cada personagem. O jogador tem um pouco de controle sobre a pose do personagem na foto, bem como a posição da câmera, enquadramento da foto e fundo. O número de slots de personagens customizados foi reduzido de 50 em SoulCalibur IV para 16 em Broken Destiny.

## Linguagem
SoulCalibur: Broken Destiny apresenta um modo de linguagem em inglês e língua japonesa para o texto e o discurso. Os personagens customizados, no entanto, só podem ser nomeados usando  interface de nomeação do alfabeto romano, independentemente da configuração de idioma.

## Modos de jogo

### Quick Match
Quick Match é muito semelhante ao modo Conquest, na versão arcade do SoulCalibur II, onde os jogadores recebem uma lista de jogadores A.I. com seus títulos e estatísticas, e escolha para lutar. Os jogadores que venceram o A.I. receberão "títulos únicos" que você podem ser usados,  o "título" está sob seu nome durante o Versus Mode.

### The Gauntlet
The Gauntlet é o modo tutorial de SoulCalibur: Broken Destiny, que tem um contar de história semelhante ao modo Weapon Master  de SoulCalibur II. Ao jogadores muitas vezes são dadas baixa saúde necessárias para se defender ou realizar ataques dentro de uma pequena janela de abertura do A.I. tutor controlado. Há 34 capítulos no total de tutorial em The Gauntlet, com 2-4 sub-missões em cada uma das fases. Os jogadores terão de terminar todas as sub-missões com Rank A para destravar o próximo capítulo. Como recompensa por completar The Gauntlet, os jogadores recebem uma nova arma "Broken Destiny" para o personagem Siegfried.

### Trials
Os Trials se consistem em três partes; Trial of Attack, Trial of Defense, e Endless Trials. Todas as porções são batalhas baseadas em round, assim como o Arcade Mode. Trial of Attack premia pontuação de acordo com o quão bem um jogador pode encadear os ataques. Trial of Defense recompensa pontuação de acordo com quão bem o jogador defende os taques ou contra-ataca. Endless Trials essencialmente combina ambos os ensaios acima e fases intermináveis bem como modo de sobrevivência.

### Versus
Versus Mode é semelhante em recursos ao Quick Match, exceto que os jogadores são jogadores de PSP próximos que se conectam sem fio através de uma rede Ad Hoc.

### Training
Training Mode, o qual permite ao jogador testar os golpes e praticar em condição controlada, da mesma forma como o Practice Mode/Training de outros jogos anteriores da série Soul.

## Recepção
O jogo recebeu críticas positivas, recebendo uma pontuação total de 80 no Metacritic. Críticas comuns foram a falta de história e os modos versus online.